# M. Glückstadt & Münden

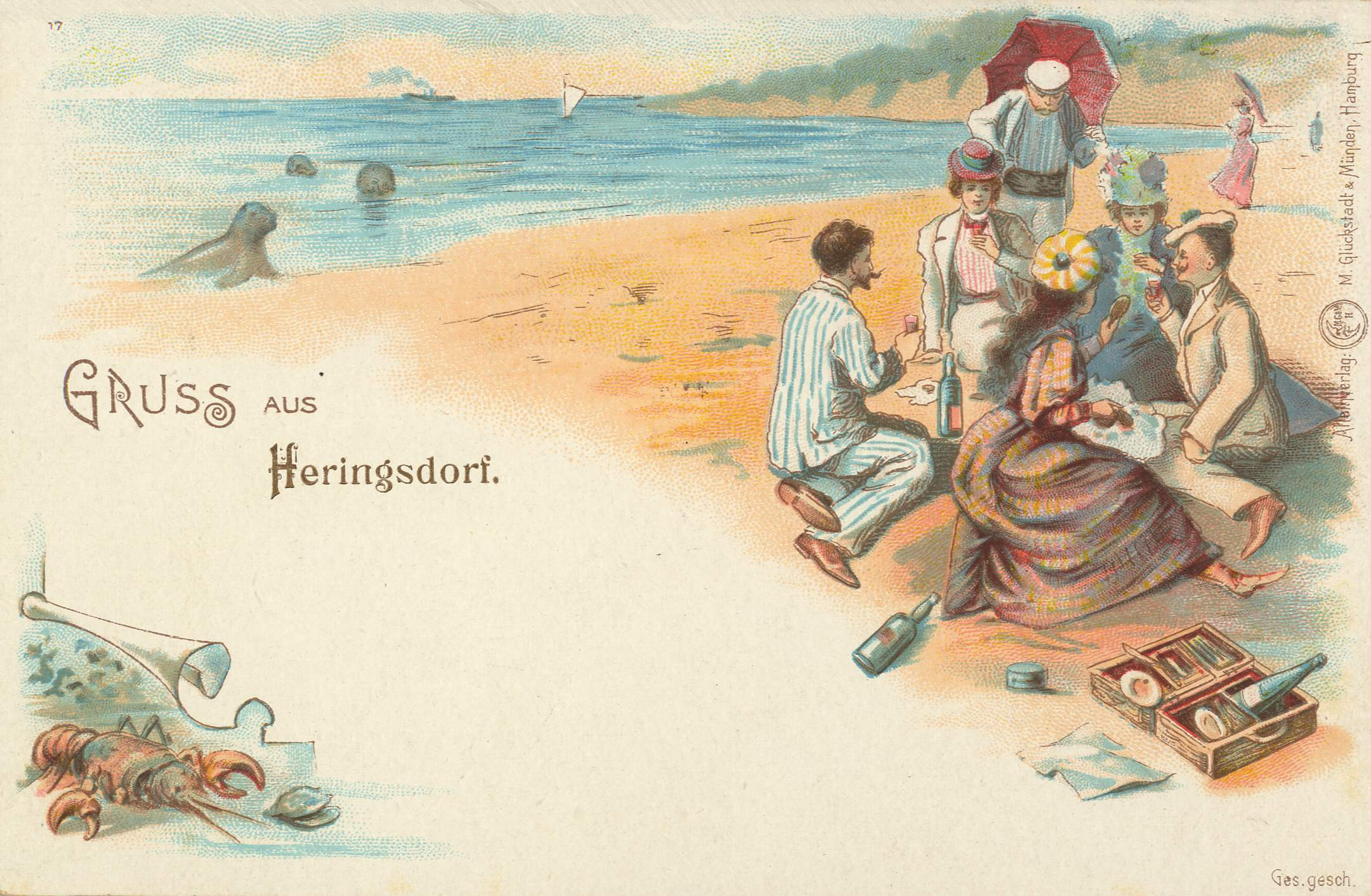
Eine „Gruß aus Heringsdorf“ auf der Insel Usedom gefertigte künstlerische Lithographie als Ansichtskarte von M. Glückstadt & Münden mit dem Hinweis auf die gesetzlichen Schutzrechte

M. Glückstadt & Münden in Hamburg war ein Ende des 19. Jahrhunderts gegründeter und überregional führender deutscher Verlag für Ansichtskarten. Das von jüdischen Kaufleuten geführte Unternehmen wurde 1939 arisiert.

## Geschichte

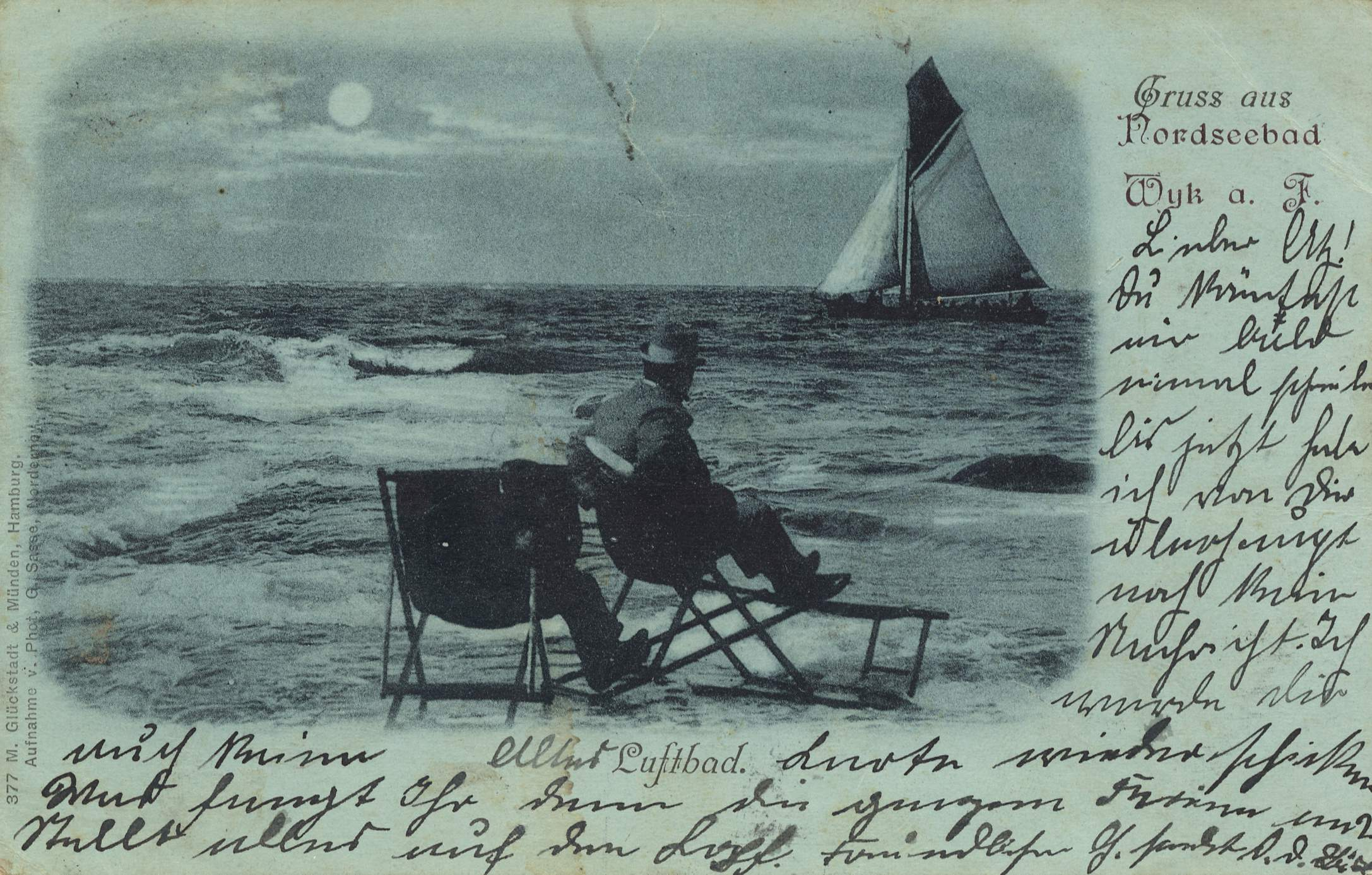
Um 1898 produzierte, 1901 gestempelte und mit der Nummer 377 fortlaufend nummerierte sogenannte Mondscheinkarte von Wyk auf Föhr nach einer Aufnahme des seit den 1890er Jahren auf Norderney ansässigen Fotografen Gottfried Sasse

Das Unternehmen wurde ursprünglich von dem Hamburger Kaufmann Moritz Glückstadt (1853–1921) gegründet, der in der Wexstraße 35 (53° 33′ 3″ N, 9° 58′ 53″ O) einen Großhandel mit „Galanterie-, Kurz- u. Pfeifenwaren“ unterhielt. 1886 heiratete er in der Elbstraßen-Synagoge (heute: Neanderstraße) die ebenfalls aus jüdischer Familie stammende Rosa Münden (1868–1936), die Tochter des Aron Münden (eigentlich: Aron Anton Münden, geboren 1867, für tot erklärt 1945).

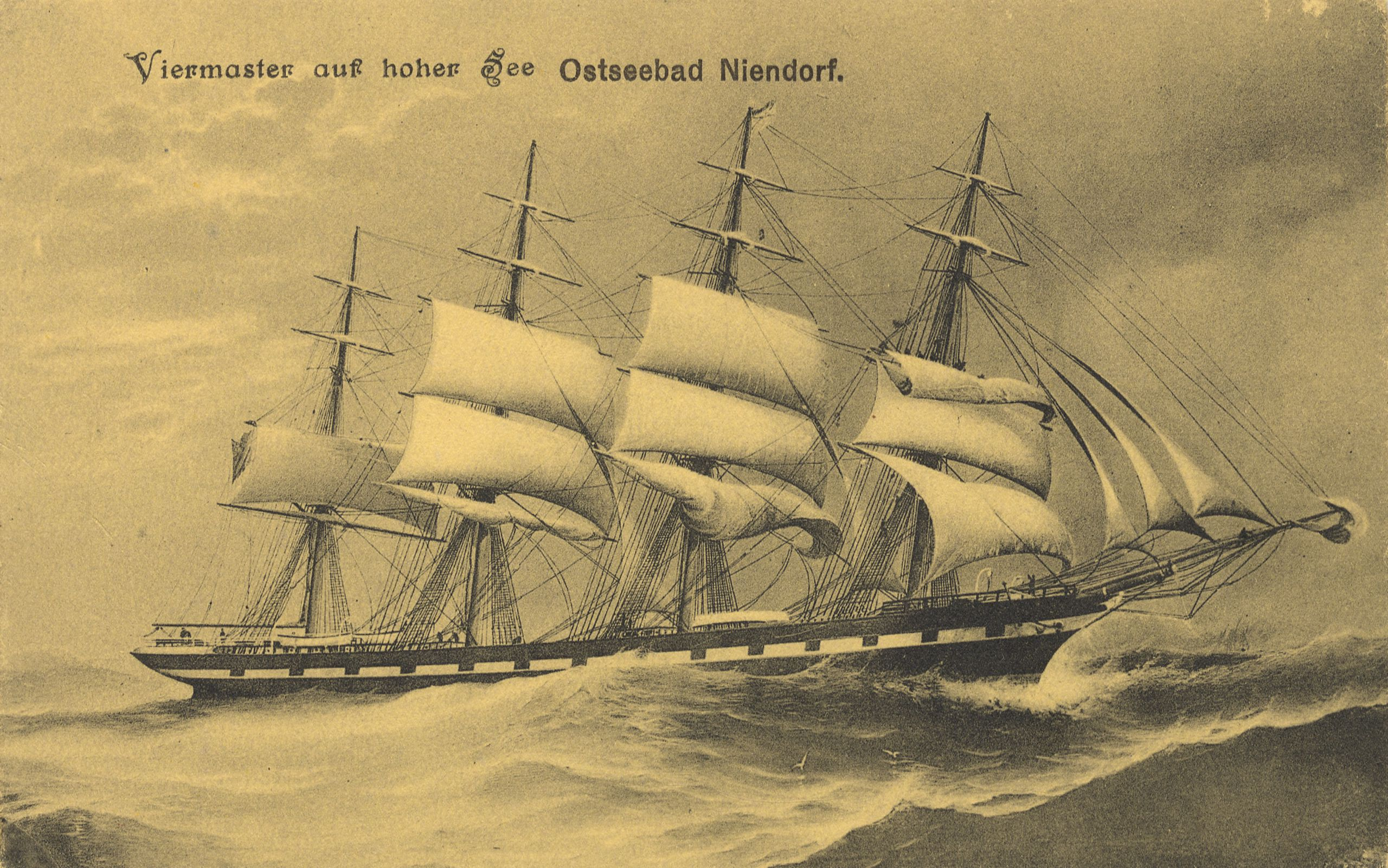
Viermaster-Segelschiff; Kunstdruck nach einer Zeichnung eines unidentifizierten Künstlers

Nachdem Moritz Glückstadt noch in der Gründerzeit des Deutschen Kaiserreichs und spätestens kurz vor der Jahrhundertwende M. Glückstadt & Münden, den Verlag für „naturphotografierte“ Postkarten gegründet hatte, trat sein Schwager Daniel Münden (geboren 20. Januar 1866 in Hamburg) etwa 1903 in den Verlag ein, der von der Straße Alter Steinweg 42/43 (53° 33′ 1″ N, 9° 58′ 52″ O) zur Kaiser-Wilhelm-Straße verlegt wurde. 1909 trat Münden, der nun selbst als Amateurfotograf mit Kamera, Stativ und Magnesiumblitz für Glücksstadts Unternehmen tätig wurde, als Teilhaber der Firma bei, die noch im selben Jahr innerhalb der Hamburger Neustadt aus dem Kaiser-Wilhelm-Haus (53° 33′ 17″ N, 9° 58′ 51″ O) in der Kaiser-Wilhelm-Straße 93 in den Industriepalast in der Caffamacherreihe 1–5 (53° 33′ 16″ N, 9° 59′ 4″ O)  umzog.

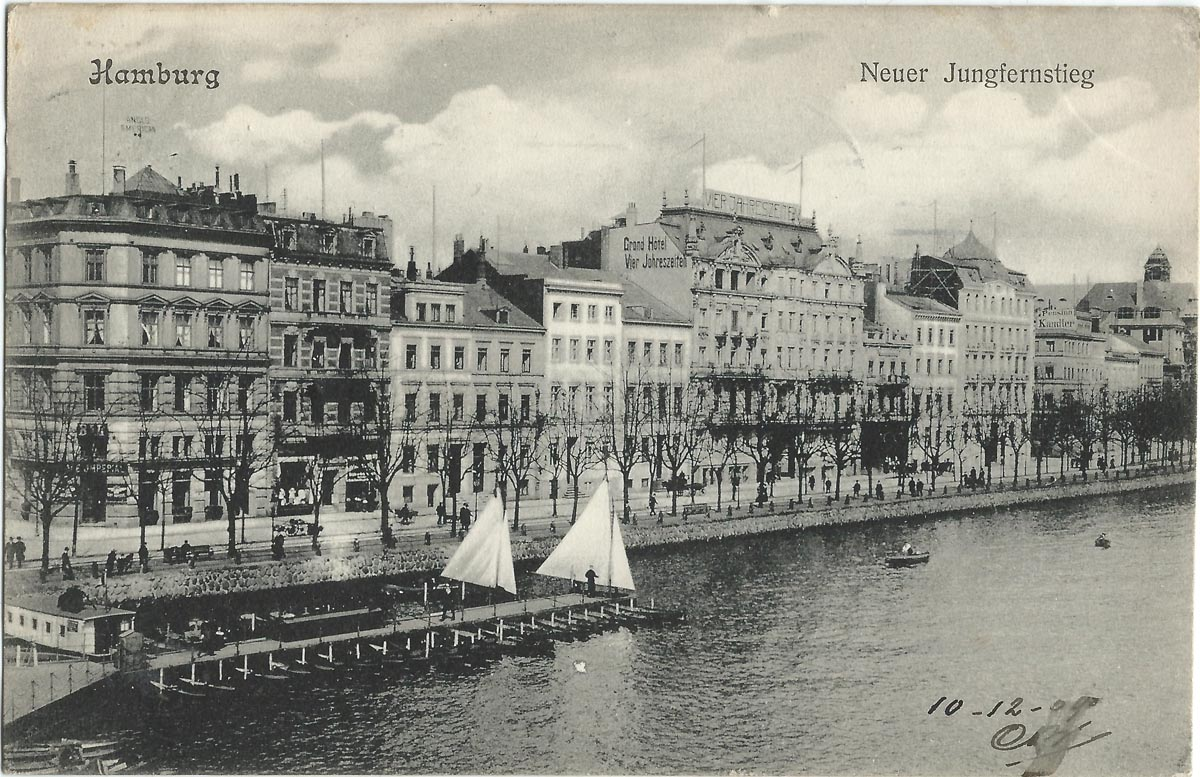
Neuer Jungfernstieg in Hamburg

Schwerpunkt des Unternehmens M. Glückstadt & Münden waren weniger künstlerische Aufnahmen, als vielmehr eine möglichst umfangreiche und vielfältige Auswahl an Motiven, vorzugsweise von Hotels, in denen eine zahlungskräftige potentielle Kundschaft übernachtete. Das Vertriebsgebiet erstreckte sich insbesondere auf den norddeutschen Raum, etwa örtliche Nord- und Ostseebäder und die Regionen Schleswig-Holstein, Mecklenburg und Brandenburg. Der Druck der durch Reisende und logierende Hotelgäste nahezu automatisch nachgefragten Ansichtskarten erfolgte jedoch nicht im eigenen Hause, sondern in Leipzig bei der Firma Glass & Tuscher.
Nach dem Tod des Unternehmensgründers Moritz Glückstadt zu Beginn der Weimarer Republik führte Anton Münden die Firma alleine weiter, leistete an die Witwe Rosa Glückstadt eine von den beiden Inhabern zuvor vertraglich vereinbarte Unterstützungszahlung. 1925 erhielt Hedwig Münden jedoch Prokura für die Firma, die 1925 auch zusätzliche Büroräume in dem großen Geschäftshaus mit Paternoster-Fahrstuhl Caffamacherreihe 1–5 anmietete.
Im Jahr der Weltwirtschaftskrise trat Mündens kaufmännisch ausgebildeter Sohn Herbert (geboren 1905) in den Verlag ein, weniger eine freiwillige Berufsentscheidung, sondern mehr familiäre Pflicht. Mittels seines Führerscheines durfte er zudem das bis dahin einzige Firmenfahrzeug führen: Das Automobil der Marke NSU konnte die seinerzeit noch schwere Fotoausrüstung transportieren und war bei Nichtgebrauch durch eine Garage in der Eppendorfer Landstraße geschützt.
Im Zuge der Wirtschaftskrise gingen die Nachfrage nach Ansichtskarten und damit auch der Umsatz von M. Glückstadt & Münden zurück. So wurden Ende 1930 die bisherigen Büroräumlichkeiten zugunsten einer kleineren Zwei-Zimmer-Wohnung unter der Adresse Beim Andreasbrunnen 3 (53° 35′ 11″ N, 9° 59′ 6″ O) aufgegeben, in der Vater und Sohn Münden nun gemeinsam mit einer Angestellten den Verlag betrieben.
Nach der „Machtergreifung“ durch die Nationalsozialisten im Jahr 1933 kam die Bedrohung des durch die jüdischen Kaufleute geführten Unternehmens und all ihrer Verwandten greifbar nahe: In das dem Ansichtskartenverlag schräg gegenüberliegende viergeschossige Gebäude der privaten Entbindungsklinik der Geschwister Ernst unter der Adresse Beim Andreasbrunnen 6 zogen 1935 unter der Führung des NS-Kreisleiters Johannes Lange das Kreisamt I der NSDAP ein, zusammen mit dem Kreispropagandamt, dem Kreisrechtsamt sowie den Kreisämtern für Beamte, Erzieher, Technik, Volksgesundheit u. a.
Im Jahr der sogenannten „Reichskristallnacht“ 1938 wurde den Inhabern von M. Glückstadt & Münden zunächst das Reiserecht entzogen. Dadurch war eine Kundenbetreuung kaum mehr möglich, die Firma wirtschaftlich geschwächt. Im Zuge der Novemberpogrome wurde der jüngere Verlagsinhaber Herbert Münden in der Wohnung seiner Schwiegereltern Aron und Hedwig Reginbogin in der damaligen Hansastraße 55 im Hamburger Stadtteil Harvestehude verhaftet. Später konnten seine Ehefrau und eine Schwester mitgeführte Wertsachen von Herbert Münden auf einer Polizeiwache abholen – mutmaßlich in der Bundesstraße. Herbert Münden war von Hamburg aus in das Konzentrationslager Sachsenhausen deportiert, nach sechs Wochen jedoch am 23. Dezember 1938 entlassen worden, nachdem er eine schriftliche Verpflichtung abgegeben hatte, „[...] über die genauen Umstände der Haft zu schweigen“.
Nur wenige Monate später wurde der während des „Dritten Reichs“ vorsätzlich schon wirtschaftlich geschwächte Ansichtskartenverlag 1939 „arisiert“: Für gerade einmal 3000 Reichsmark erwarb der „arische“ Kaufmann und „Fachuntergruppenleiter“ Hans Andres, der selbst seit 1926 einen auf den regionalen Markt spezialisierten Ansichtskartenverlag im Raum Groß-Hamburg gemeinsam mit dem Fotografen Hans Hartz (1902–1971) betrieb, das Unternehmen M. Glückstadt & Münden. Hierfür erhielt er „[...] schätzungsweise“ rund 17.000 Fotovorlagen und Negative, davon rund 2000 seinerzeit aktuelle aus den vorangegangenen zwei Jahren. Neben dem guten Ruf und den Kundendaten des zuvor von jüdischen Unternehmern geführten Verlages erhielt er zudem aus dem Inventar zum Beispiel eine Schreibmaschine der Marke Mercedes, einen „Fotoapparat 4,5 Zeiss Tessar 10x15 mit diversen Linsen“ und ein Warenlager mit rund 500.000 bereits fertiggestellten Ansichtskarten. Nach Überführung in das Eigentum von Andres wurde die Firma M. Glückstadt & Münden am 4. Oktober 1939 im Handelsregister gelöscht. Der gestempelte Vermerk „Im Aufgebot am“ und der eingefügte Datumsstempel „23. Juni 1939“ dokumentieren den administrativ erzwungenen Verkauf des Unternehmens.
Ebenfalls 1939 und noch im Frühjahr enteigneten die Schergen des Unrechtsstaates auch das private Eigentum der Familie Münden: Zunächst musste die Familie Gold-, Silber- und Schmuckgegenstände an staatliche Sammelstellen abliefern, dann auch noch die kurz zuvor eigens geschaffene Judenvermögensabgabe entrichten. Als die NS-Devisenstelle zur Sperrung von Vermögenswerten im März 1939 weitere „Sicherungsmaßnahmen“ gegen die Mündens einleiten wollte, war die Familie bereits derart ruiniert, dass diese Maßnahmen wegen Geringfügigkeit eingestellt wurden.
Herbert Münden war bereits Anfang 1939 mit seiner Ehefrau Ellen, geborene Reginbogin, über Amsterdam, London und Kuba nach La Paz/Bolivien emigriert. Trotz vielfacher Versuche konnten seine Eltern ihnen jedoch nicht folgen: Die Eheleute Anton und Hedwig Münden wurden am 15. Juli 1942 ins Ghetto Theresienstadt verschleppt und von dort aus am 23. September 1942 in das Vernichtungslager Treblinka deportiert. Ihre in ihrer letzten Hamburger Wohnung in der Frickestraße 24 zwangsweise zurückgelassenen Habseligkeiten wurden staatlicherseits „eingezogen“ und von dem Auktionator Carl F. Schlüter für insgesamt 600 Reichsmark versteigert.
Nach dem Ende des Zweiten Weltkrieges und der Gründung der Bundesrepublik Deutschland erklärte das Amtsgericht Hamburg im Jahr 1949 Anton und Hedwig Münden für tot: „Als Todesdatum wurde der 8. Mai 1945 festgelegt.“
Der Verlag von Hans Andres jedoch soll bis in die 1970er Jahre Ansichtskarten verlegt haben, später unter den Markennamen „AH, ANCO und ANCO-LUX“. Zudem soll eine Filiale in Berlin bestanden haben.

## Stolpersteine
Zum Gedächtnis an die Familie Münden und als Teil der Erinnerungskultur Hamburgs wurden folgende Stolpersteine in der Hansestadt verlegt:
- in der Agnesstraße 46 in Hamburg-Winterhude für die 1943 aus den Niederlanden deportierten Familienmitglieder Daniel, Martha und Gerhard Münden;
- in der Grindelallee 153 in Hamburg-Rotherbaum für Max und Martha Münden[2]

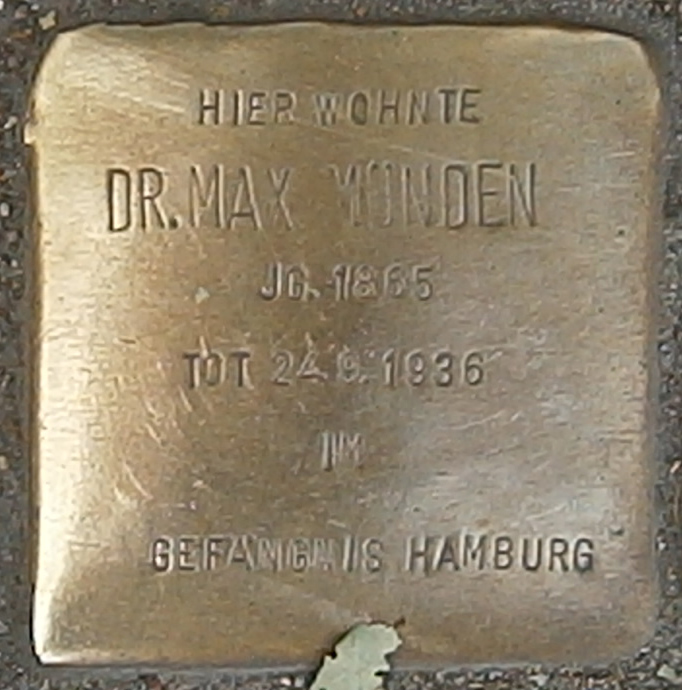
Stolperstein für Max ...
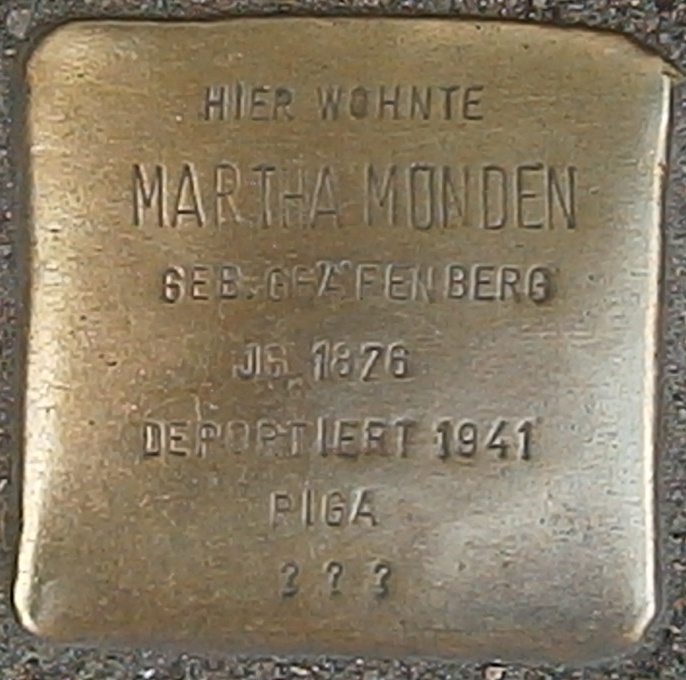
und Martha in der Grindelallee 153 in Hamburg-Rotherbaum,
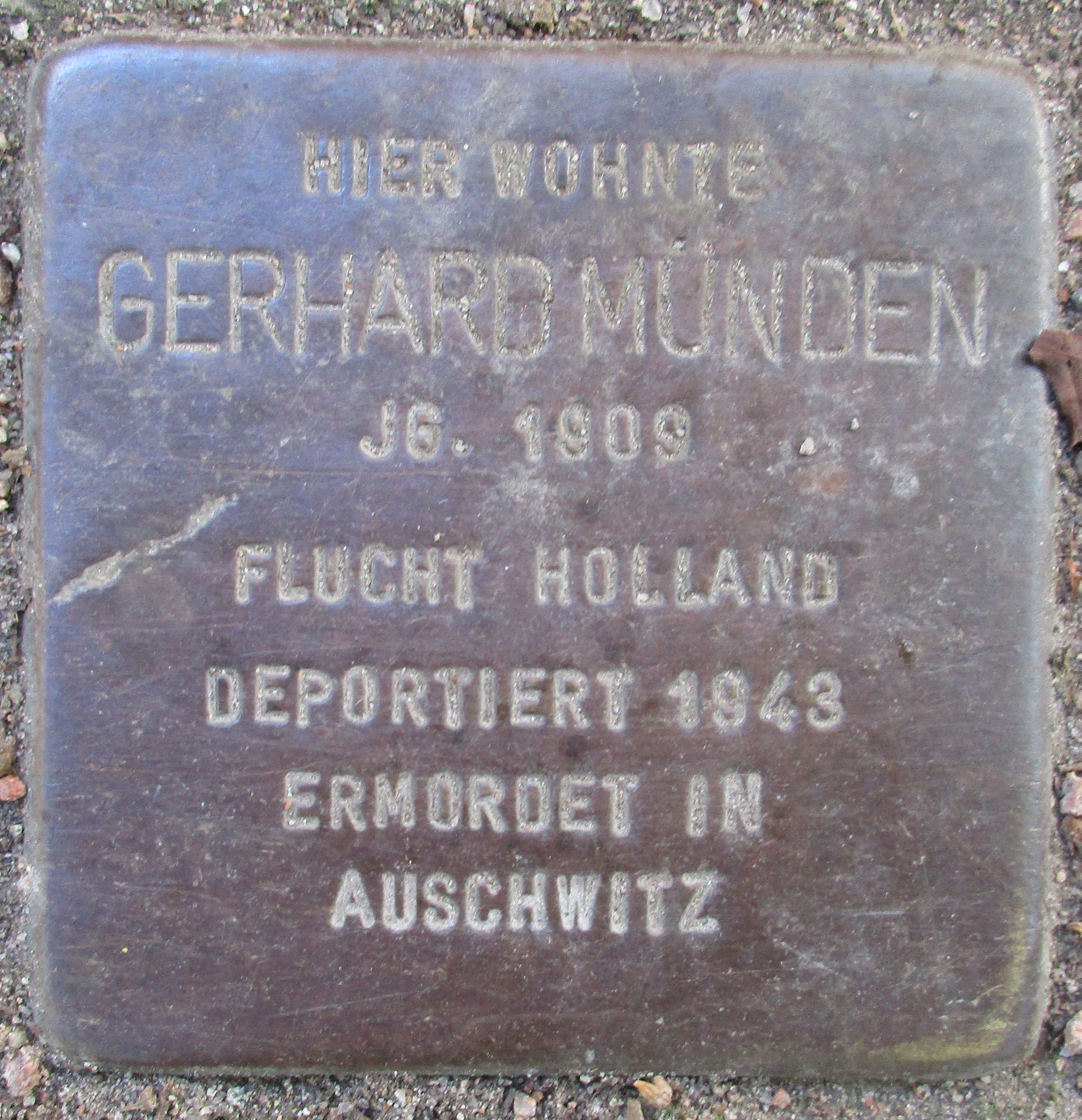
für Gerhard und
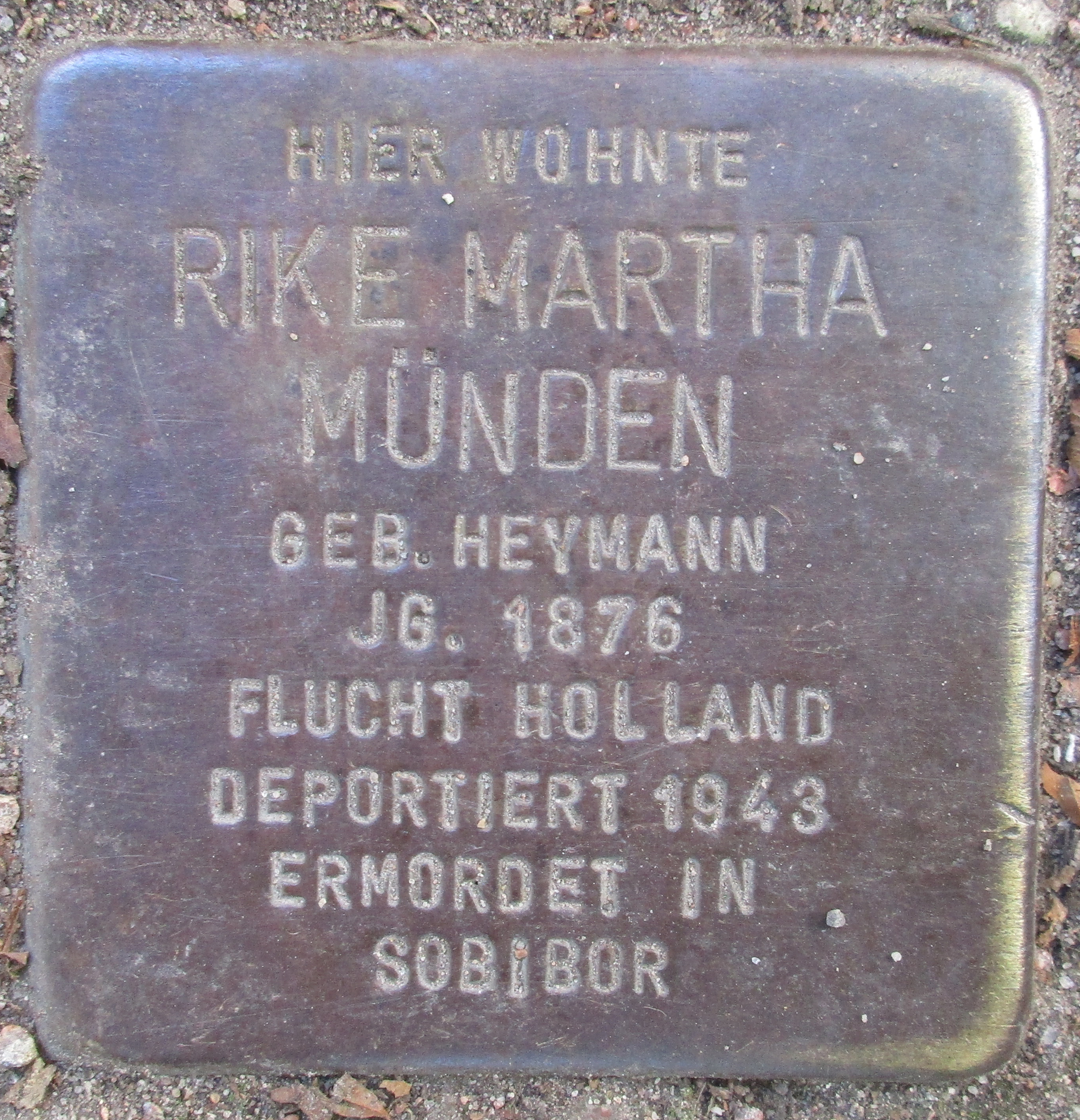
Rike Martha und
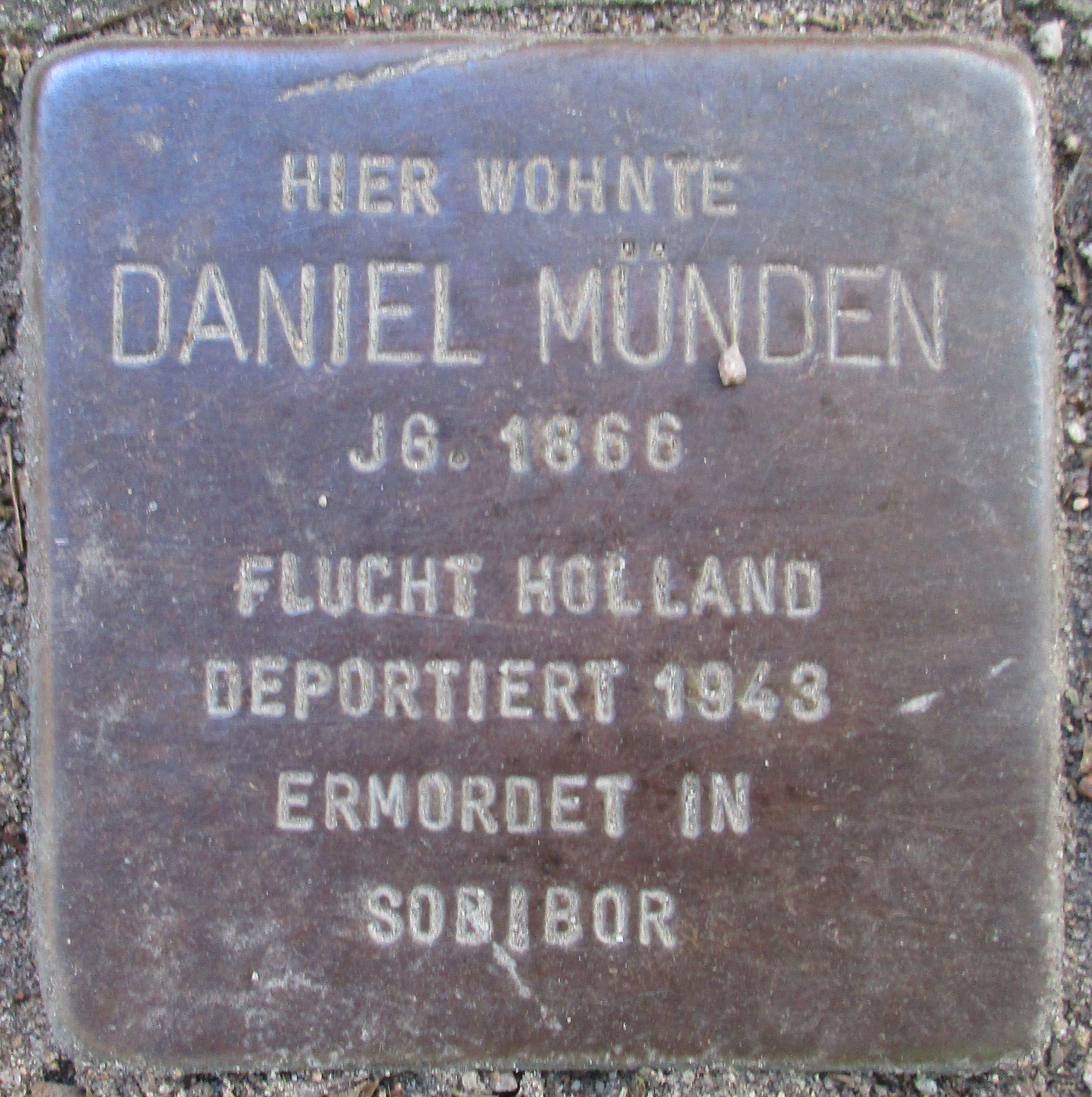
Daniel in der Agnesstraße 46 in Hamburg-Winterhude;
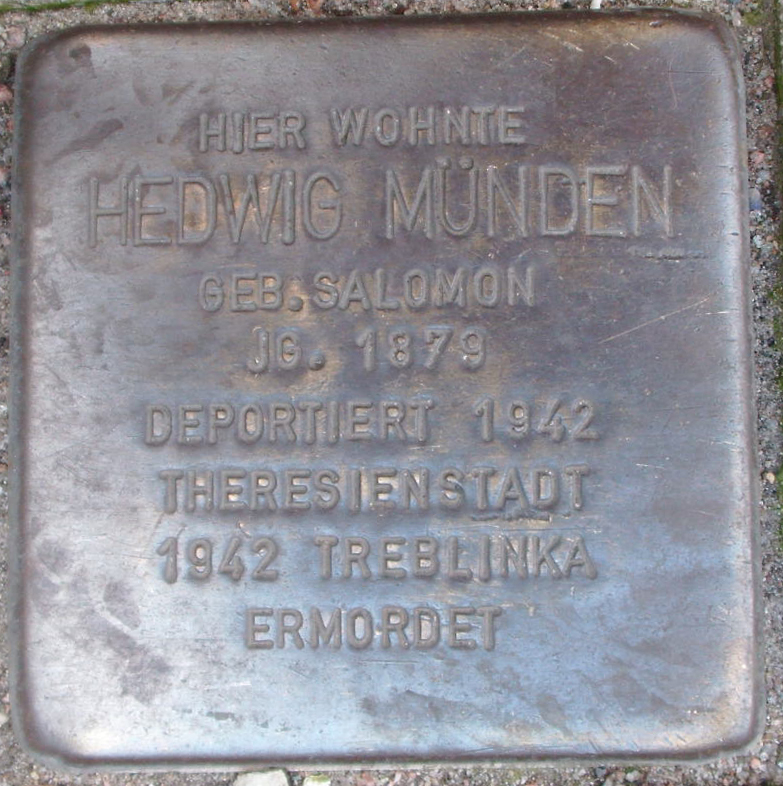
für Hedwig vor dem Haus Beim Andreasbrunnen 3 in Hamburg-Eppendorf,
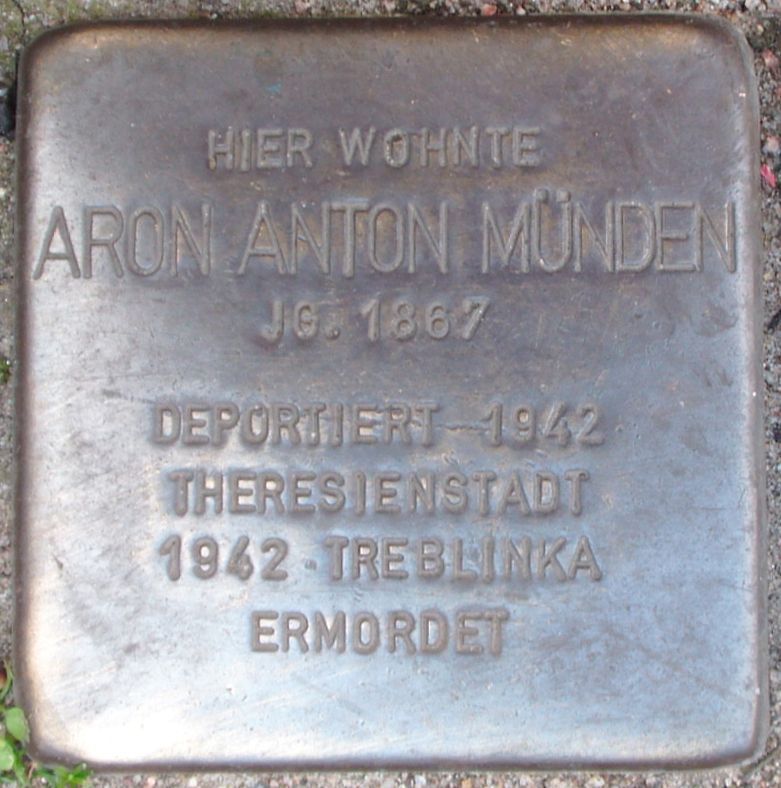
und Aron Anton, ebenda